# Batalla d'Urfa
La batalla d'Urfa (en turc: Urfa Muharebesi, en francès: Le guet-apens d'Ourfa) va ser un alçament produït el 1920 contra l'exèrcit francès que ocupava la ciutat d'Urfa (actualment Şanlıurfa), liderat pel Moviment Nacional Turc. La guarnició francesa va aguantar la plaça durant dos mesos, moment en què va obrir negociacions amb els turcs per assegurar-se el lliure pas per abandonar la ciutat. No obstant, el comandant francès, Hauger, va intentar secretament contactar amb els seus aliats britànics per guanyar temps, provocant que el conflicte armat s'intensifiqués i provoqués la mort de la majoria de les tropes franceses i un gran nombre de soldats turcs.

## Antecedents
La ciutat d'Urfa va ser ocupada per l'exèrcit francès la tardor del 1919 amb l'objectiu d'incorporar aquesta porció de l'Imperi Otomà al Mandat francès de Síria. Els moviments francesos al voltant de la regió de Cilícia van ser denunciats per Mustafà Kemal, líder de l'organització formada poc abans, el Moviment Nacional Turc. A finals del 1919, Kemal i els seus seguidors van començar a preparar un seguit d'insurreccions contra les unitats franceses desplegades a Maraix, Aintab i Urfa, amb l'objectiu de forçar als francesos a renunciar a les seves pretensions territorials a la regió. El gener de 1920, Ali Saip Bey, representatn d'Urfa al Congrés Nacional Turc, va demanar a les tribus kurdes d'Urfa que s'unissin contra els francesos i resistissin. Aquestes accions van estar coordinades per Kılıç Ali Bey (Kuluj Ali), un capità de l'exèrcit d'origen kurd.

## Batalla
El 7 de febrer de 1920, Ali Saip Bey va emetre una demanda exigint a les forces franceses que evacuessin Urfa en 24 hores. Quan els francesos van refusar aquest ultimàtum, les forces turques es van alçar el 9 de febrer, deixant la guarnició francesa en estat de setge. La insurrecció d'Urfa va començar al mateix moment que les forces nacionals turques estaven a punt de patir una derrota a Maraix. La guarnició, composta per 473 francesos, senegalesos, algerians i armenis, va resistir contra els nacionalistes turcs i kurds durant seixanta-un dies. El 7 d'abril, amb les reserves de munició i menjar gairebé exhaurides, el major Hauger, comandant del destacament, va demanar als turcs que els seus homes poguessin sortir de la ciutat pacíficament i que la població cristiana no patís cap mal, a canvi de l'evacuació de la ciutat.
Ali Bey va acceptar la petició de Hauger i es va reunir amb ell en un pont prop de l'hospital de la missió americana. En presència d'un subordinat del major Hauger, el capità Sajous, i del físic armeni, el doctor Bechlian, els dos comandants van discutir els termes i van acordar que els francesos podrien abandonar la ciutat amb les seves armes. Ali Bey va assegurar a Hauger que els francesos serien acompanyats fins a Arab Punar. Hauger també va demanar que Ali Bey entregués deu notables turcs perquè acompanyessin als seus homes com a hostatges, però Ali Bey va negar-s'hi, entregant a canvi deu dels seus homes. A la una del matí, els 300 homes restants i el major Hauger van començar la seva retirada d'Urfa.
Poc abans de la posta de Sol, mentre la columna s'acostava a un congost anomenat Ferish Pasha Ravine, va ser atacat per kurds que s'havien apostat a la part superior del mateix. Els soldats que Ali Bey havia entregat a Hauger van mostrar-se desconeixedors de l'emboscada. Hauger va intentar, en va, organitzar una rendició. Alguns dels soldats francesos van aconseguir travessar les files enemigues, però la majoria d'ells van ser capturats o morts. El propi Hauger va perdre la vida. Només un grapat dels 473 homes i oficials originals de la guarnició d'Urfa va aconseguir arribar a Arab Punar.